# Wiesfleck
Wiesfleck es un municipio situado en el distrito de Oberwart, en el estado de Burgenland, Austria. Tiene una población estimada, a inicios de 2025, de 1205 habitantes.
Está ubicado a poca distancia al oeste de la frontera con Hungría y al sureste de Viena.